# Teatro Ciak
Il teatro Ciak è stato un teatro di Milano.

## Storia
Fu fondato nel 1977 in via Sangallo grazie alla trasformazione dell'ex cinema Dea in un teatro, per poi essere demolito e spostato temporaneamente presso la Fabbrica del Vapore in via Procaccini 4. Venne adibito prevalentemente a spettacoli teatrali, concerti e musical. I posti erano in origine quasi 3000 tutti con poltrona rossa.
Nei suoi primi anni di attività la programmazione prevedeva la proiezione di due film, tra i quali era allestito uno show comico avente una durata di circa un'ora. Dopo una prima ipotesi di trasferimento nel quartiere Bovisa, il teatro è stato ricollocato in una struttura allestita nei pressi di Piazzale Cuoco.
Il teatro Ciak, per tutta la sua storia, ha offerto al pubblico spettacoli di mimo e cabaret, divenendo il trampolino di lancio per molti artisti poi divenuti celebri. Nel corso degli anni, il teatro è stato sede di vari programmi televisivi, quali ad esempio: Zelig nel 2014 e nel 2016, e per le edizioni del talent X Factor, dal 2016 al 2018.
Il 9 settembre 2019 la struttura è stata posta sotto sequestro da parte della Polizia Locale di Milano, per mancata demolizione di opere abusive.